# Norbert Becker (Komponist)
Norbert M. Becker (* 1962 in Saarwellingen) ist ein deutscher Geistlicher, Priester der Gemeinschaft der Herz-Jesu-Missionare, Autor sowie Textdichter und Komponist Neuer Geistlicher Lieder.

## Leben
Becker wuchs in der Pfarrei St. Blasius im saarländischen Saarwellingen auf und studierte in Münster, Salzburg und Frankfurt am Main. Er war danach Seelsorger am Hiltruper Kardinal-von-Galen-Gymnasium und wechselte später an das Bildungshaus Oase Steinerskirchen in Hohenwart.
Viele Texte zu seinen Liedern schreibt Becker selbst, weitere stammen von den Münsteranern Franz-Thomas Sonka und Franz-Josef Ruwe.

## Werke (Auswahl)

### Als Liedautor
- Höchste Zeit für eine Welt (Solidaritätsaktion der Schulen in Münster 1995; nur Musik)
- Von Hand zu Hand (zum Weg mit dem Weltjugendtagskreuz 2004/05; Text und Musik)
- Gestern und Heute (zum Bistumsjubiläum 1200 Jahre Bistum Münster 2005; nur Musik)
- Wir sind gekommen, um ihn anzubeten (Eröffnungslied zum Weltjugendtag 2005 in Köln; Text und Musik)
- Spiritus Vivicat (zur internationalen Ministrantenwallfahrt Rom 2006; Text und Musik)
- An Knotenpunkten des Lebens (zum ökumenischen Kreuzweg der Jugend 2006; Text und Musik)
- Weil ER uns ruft: Pallottimesse (11 Lieder zum Gottesdienst inspiriert von den Gedanken Vinzenz Pallottis 2013; Text und Musik)

### Im Gotteslob 2013 und in kirchlichen Gesangbüchern
- Gott, wir vertraun dir diesen Menschen an, Gotteslob GL 506; auch im Gesangbuch Wo wir dich loben, wachsen neue Lieder - plus, Nr. 145

### Liederbücher
- Lieder von Herzen (Sammlung von Neuen Geistlichen Liedern) 2007.

### Als Buchautor
- Möge Gott stets bei dir sein. Butzon & Bercker, Kevelaer 2005, ISBN 978-3-76661851-1.
- Möge Gott deinen Weg begleiten. Butzon & Bercker, Kevelaer 2005, ISBN 978-3-76660629-7.
- Wie mit neuen Augen: Weg-Begleiter für Pilger. Mit Notker Wolf, Robert Haas. Butzon & Bercker, Kevelaer 2008, ISBN 978-3-76660968-7.
- Wie Hanna, die kleine Honigbiene, die Heilige Nacht gerettet hat. Eine weihnachtliche Erzählung für Kinder. Mit Bienenwachs und Docht zum Basteln einer Christbaumkerze. Mit Illustrationen von Elke Dreier, LUSA, Babenhausen 2014, ISBN 978-3-98122904-2.